# Verschulung
Verschulung bezeichnet die Implementierung schulischer Charakteristika in nichtschulische (v. a. vorschulische, berufliche oder akademische) Bildungsgänge, also die Ausdehnung schulischer Lernformen auf die vorschulische Phase oder auch auf die nachschulische Phase. In der letztgenannten Bedeutung wurde der Begriff nach Angaben von Jean Louis Kirsch durch Antoine Prost geprägt.
Der Begriff Verschulung wird meist negativ verwendet. Im Hochschulbereich werden damit folgende Punkte verbunden:
- vorgegebene Curricula ohne Wahlmöglichkeiten
- Anwesenheitspflicht bei Lehrveranstaltungen
- Reduktion des Studiums auf Wissensvermittlung und Wissensabfrage

In der Berufsbildung wird damit der Ersatz einer praxisnahen betrieblichen oder dualen Ausbildung durch eine theorielastige schulische Vollzeitausbildung oder ein Hochschulstudium bezeichnet.
Das Phänomen der Verschulung wird oft im Kontext des Bologna-Prozesses diskutiert. Zum Teil waren naturwissenschaftliche Studiengänge in der DDR jedoch stärker verschult als heutige modularisierte Studiengänge im wiedervereinigten Deutschland.